# Peter Böhm (Politiker, 1943)
Peter Böhm (* 25. Juli 1943 in Wien; † 29. Dezember 2012 in Spitz, Niederösterreich) war ein österreichischer Rechtswissenschaftler und Politiker (FPÖ).

## Leben
Nach Besuch der Volksschule und des Gymnasiums absolvierte Peter Böhm ein Humanistisches Gymnasium in Wien, an welchem er im Jahr 1961 maturierte. Danach studierte er an der Universität Wien Rechtswissenschaften und legte 1965 seine Promotion ab. Danach absolvierte er seinen Präsenzdienst, ab 1969 war er Leutnant der Reserve. Nach einem Jahr Gerichtspraxis fand er 1967 eine Anstellung als Universitätsassistent an der iuridischen Fakultät der Universität Wien. 1982 wurde er außerordentlicher Universitätsprofessor am Institut für Zivilgerichtliches Verfahren der Universität Wien, im Jahr 1992 ordentlicher Professor an diesem Institut. Im November 1996 wurde Peter Böhm freiheitliches Mitglied des Bundesrates. Diesem gehörte er neun Jahre lang, bis November 2005, an. 1999 bis 2002 fungierte er als Vorsitzender der Bundesratsfraktion seiner Partei.

## Auszeichnungen
- 2005: Großes Goldenes Ehrenzeichen für Verdienste um die Republik Österreich